# Cantó d'Olivet
El cantó d'Olivet és un cantó francès del departament del Loiret, a la regió del Centre - Vall del Loira. Està inclòs en el districte d'Orleans, té 3 municipis i el cap cantonal és Olivet.

## Municipis
- Olivet : 21 032 habitants
- Saint-Hilaire-Saint-Mesmin: 2 592 habitants
- Saint-Pryvé-Saint-Mesmin: 5 365 habitants

## Història
| Data d'elecció                           | Identitat       | Partit        | Qualitat |
| ---------------------------------------- | --------------- | ------------- | -------- |
| 1973-1976                                | M. Brossard     | Divers droite |          |
| 1976-1982                                | Mme Sarrailh    | PS            |          |
| 1982-2001                                | Maurice Clément | UDF           |          |
| 2001-2008                                | Yves Clément    | UDF           |          |
| 2008-                                    | Hugues Saury    | UMP           |          |
| les dades anteriors no són pas conegudes |                 |               |          |
|                                          |                 |               |          |

## Demografia
| A partir de 1990: Població sense dobles comptes |